# Liste des cathédrales de Pskov
Plusieurs confessions chrétiennes ont une cathédrale à Pskov en Russie :
- la cathédrale Saint-Jean-Baptiste se rattache à l’Église orthodoxe ;
- la cathédrale de la Trinité se rattache à l’Église orthodoxe russe.